# Yangwang U7
Yangwang U7 — полноразмерный люксовый электромобиль, производимый китайской компанией BYD Auto под брендом Yangwang с 2024 года.

## История и описание модели
Yangwang U7 впервые был представлен в январе 2024 года. После Yangwang U8 и Yangwang U9, это третья модель бренда Yangwang. Конкурентами являются Mercedes-Benz EQS и Tesla Model S Plaid.
Коэффициент лобового сопротивления автомобиля составляет 0,195 Кд. Улучшенный комфорт езды обеспечивается гидропневматической подвеской DiSus-Z, обеспечивающей быстрое реагирование на препятствия и систему рекуперации энергии для электрической трансмиссии.
В стандартную комплектацию Yangwang U7 входят панорамная стеклянная крыша и обширная система полуавтономного вождения третьего уровня TianShen. Установлено 3 лидара, 5 ультразвуковых датчиков и 13 камер, постоянно контролирующих окружающую среду во время вождения.

### Продажи
Как и другие модели Yangwang, U7 продаётся на внутреннем китайском рынке наряду с BMW, Mercedes-Benz и NIO. Цена базовой модели составила 1 миллион юаней.

### Технические характеристики
Yangwang U7 оснащён четырьмя электродвигателями мощностью по 326 л. с. каждый. Суммарная мощность составляет 1306 л. с., что позволяет разгоняться до 100 км/ч за 2,9 секунды и развивать максимальную скорость до 270 км/ч. 900-килограммовый аккумулятор LFP ёмкостью 135 кВт·ч обеспечивает запас хода до 800 км по циклу CLTC.

## Галерея

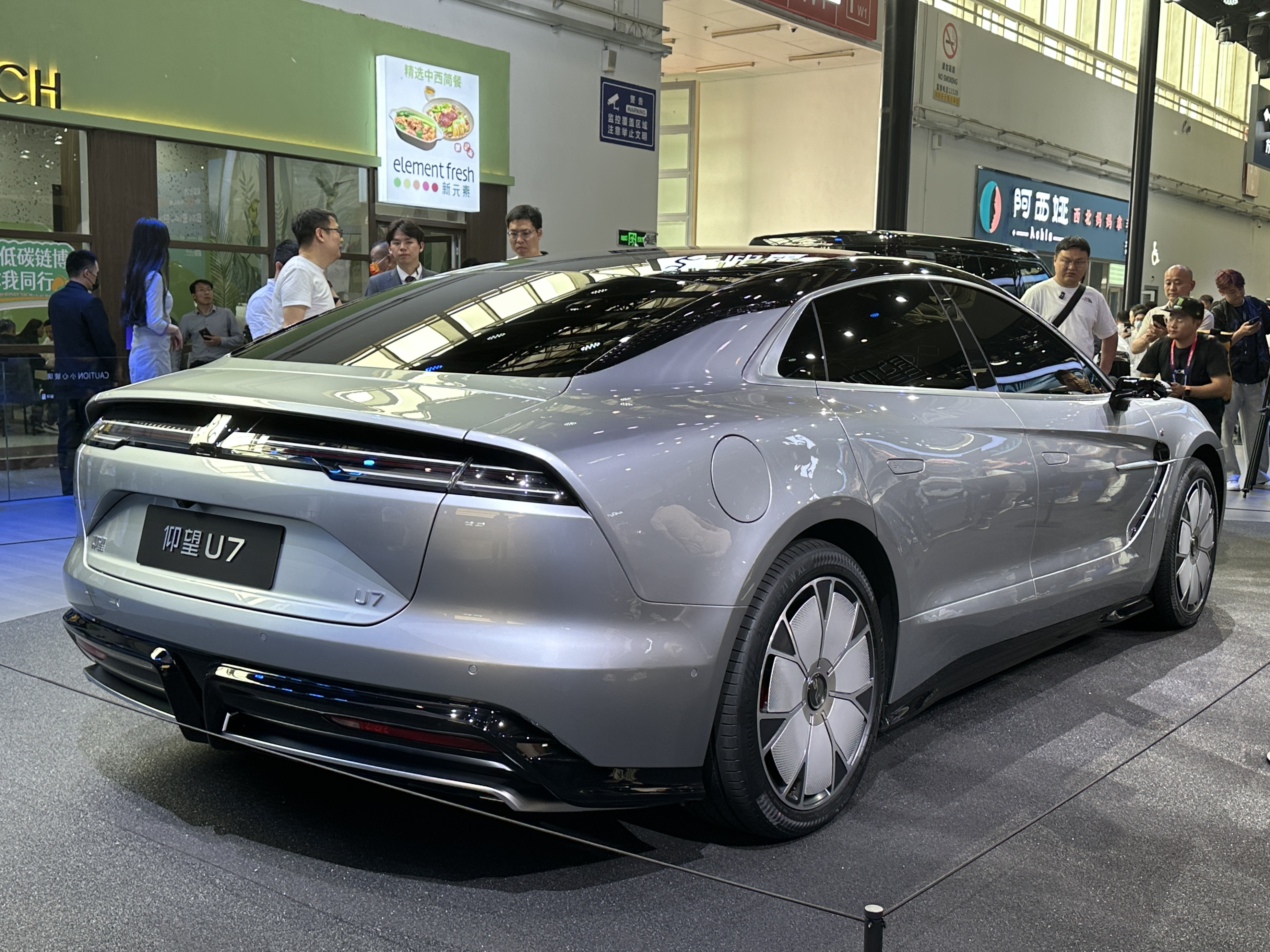
Вид сзади
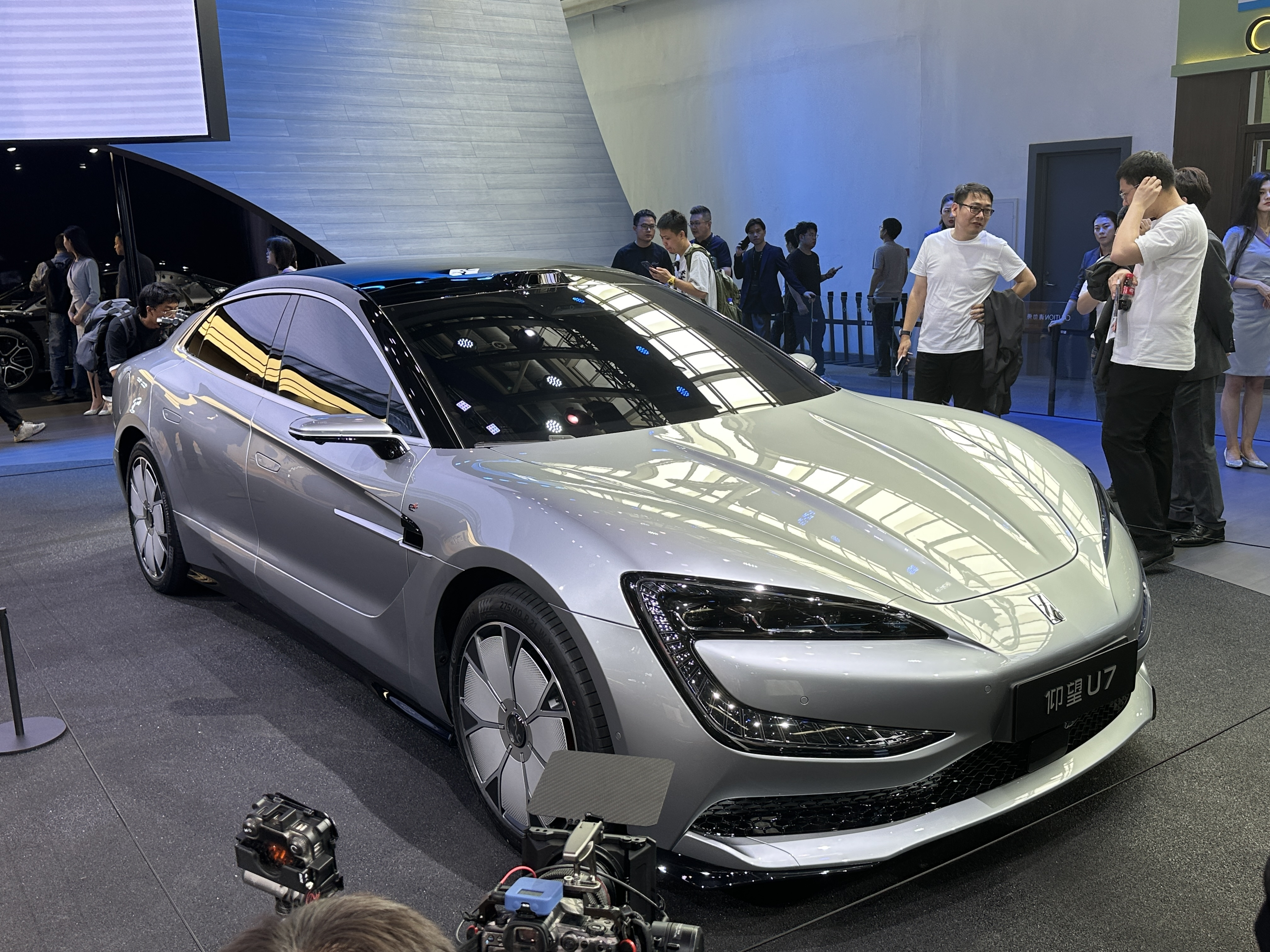
Вид спереди